# Muzeum země izraelské
Muzeum země izraelské či muzeum Erec Jisra'el (hebrejsky: מוזיאון ארץ ישראל) je historické a archeologické muzeum ležící na jižním okraji telavivské čtvrti Ramat Aviv v Izraeli. Společně s dalšími zde situovanými kulturními institucemi tvoří distrikt zvaný Kirjat ha-Muze'onim (Muzejní město).
Bylo založeno v roce 1953 a představuje velkou sbírku archeologických, antropologických a historických artefaktů organizovaných v několika muzejních pavilonech. Každý z pavilonů je věnován jinému tématu: sklu, keramice, mincím, mědi atd. Součástí muzea je rovněž planetárium.
V křídle muzea s názvem „Člověk a jeho práce“ je expozice starověkých metod tkaní, výroby šperků a hrnčířství, mletí zrnin a pečení chleba. V areálu muzea se nachází archeologické vykopávky Tel Kasil, v nichž bylo odhaleno dvanáct různých vrstev, zachycující jednotlivé kultury, které v této oblasti žily. Součástí muzea je i poštovní pavilon, který představuje historii poštovní služby v zemi izraelské od poloviny 19. století do založení Izraele v roce 1948.